# Hôtel Leblanc de Castillon
Ne pas confondre avec l'Hôtel de Castillon, également à Aix
L'hôtel Leblanc de Castillon, est un hôtel particulier situé au n° 21 du Cours Mirabeau, à Aix-en-Provence, Provence-Alpes-Côte d'Azur, France.

## Construction et historique
Une moitié du bâtiment actuel provient apparemment de l'ancien hôtel de Séguiran (qui fut achetée par Laugier de Beaurecueil) qui fut démoli afin de réutiliser son matériau dans ce nouvel hôtel particulier du milieu du XVIIIe siècle.
Peu après sa construction, l'ensemble fut cédé à la famille Truphème qui le revendit à son tour, en 1779, au procureur général de la cour de justice d'Aix: Leblanc de Castillon, qui lui donna son nom.
Au début du XXe siècle, le bâtiment est utilisé pour abriter la sous-préfecture; les lieux sont à présent transformés en galerie d'Art du Conseil général des Bouches-du-Rhône.

## Architecture
Comme la plupart des hôtels particuliers du Cours Mirabeau, la façade est soignée: d'époque et de style Louis XV.
La porte d'entrée principale présente deux pilastres à chapiteaux ioniques et à frise ornée de rinceaux. Au sommet de cette frise, on observe une corniche denticulée. Un mascaron à tête féminine est sculpté au dessus de cette porte.
Les étages, tant à l'étage noble qu'au dessus, sont parmi les plus sobres du Cours. On notera, dans le style plus bourgeois (moins aristocratique) typique de l'époque Louis XV: l'abandon du balcon plein parcourant tout le premier étage ainsi que l'absence des fenêtres à la françaises (notables chez d'autres hôtels particuliers, plus anciens, du Cours) pour préférer des balustrades individuelles à chaque fenêtre.